# 필룝스키 파르크역
필룝스키 파르크 역(러시아어: Филёвский парк)은 모스크바 지하철 필룝스카야 선의 역이다. 바그라티오놉스카야 역과 피오네르스카야 역 사이에 위치한다. 역명은 인근에 위치한 필룝스키 공원에서 유래한 것이다.

## 역사
필룝스키 파르크 역은 1961년 10월 13일에 개장하였다.

## 구조
1면 2선의 섬식 플랫폼의 지상 역사이다. 본 역은 철근 콘크리트 조립 프로젝트의 전형적인 예를 보이고 있다.

## 같이 보기
- (러시아어) metro.ru